# Morvillers-Saint-Saturnin
 Morvillers-Saint-Saturnin  es una comuna y población de Francia, en la región de Picardía, departamento de Somme, en el distrito de Amiens y cantón de Poix-de-Picardie.
Está integrada en la Communauté de communes du Sud-Ouest Amiénois .

## Demografía
Su población en el censo de 1999 era de 360 habitantes.
| 351 | 374 | 322 | 350 | 385 | 360 |
| Para los censos de 1962 a 1999 la población legal corresponde a la población sin duplicidades (Fuente: INSEE [Consultar]) |     |     |     |     |     |